# Artemis Fowl: De verloren kolonie
Artemis Fowl: De verloren kolonie (originele titel Artemis Fowl: The Lost Colony) is het vijfde boek uit de Artemis Fowl-reeks van de Ierse schrijver Eoin Colfer. Het boek kwam uit in augustus 2006. De Nederlandse vertaling verscheen in mei 2007.

## Inhoud
Het verhaal begint in Barcelona, waar Artemis Fowl II en Butler een demon tegen het lijf lopen. Deze demon trekt ook de aandacht van de elfBI, die meteen een geheim genootschap bijeenroept dat zich bezighoudt met demonische activiteit op aarde. Holly Short en Turf Graafmans horen ook bij deze groep. Holly moet aan Artemis vragen hoe die kon voorspellen waar en wanneer de komst van de demon zou plaatsvinden. Ondertussen, in een andere dimensie, wordt een jonge heksenmeester genaamd №1 door de demon Leon Abbot aangespoord de mensenwereld te bezoeken.
Artemis voorspelt correct wanneer er weer een demon zal verschijnen. Hij ziet echter op de betreffende locatie een meisje dat ook bij de vorige plek aanwezig was. Artemis vermoedt dat zij meer weet van deze demonen. Het meisje blijkt Minerva Paradizo te zijn. Holly volgt haar en ontdekt dat №1 in haar huis verblijft. Terwijl Artemis Minerva afleidt, neemt Holly №1 mee. Onderweg ontlopen ze Billy Kong, Minerva’s helper die ook enige kennis van demonen heeft. Hij is ervan overtuigd dat demonen zijn broer hebben vermoord en wil wraak. Na №1’s ontsnapping eist hij dat Minerva een nieuwe demon vangt. Wanneer ze weigert, keert hij zich tegen haar en gijzelt haar.
Artemis is bereid №1 te ruilen voor Minerva. Wel laat hij №1 een reeks standbeelden van oude heksenmeesters tot leven brengen. Dit lukt slechts bij één: Qwan. Tijdens de overdracht blijkt dat Billy Kong №1 wil gebruiken om een bom naar de demonenwereld te brengen en die op te blazen. Artemis probeert hem te stoppen, maar hierbij worden hij, Qwan, Holly en №1 naar het demoneneiland getransporteerd.
Eenmaal in deze dimensie valt Abbot hen aan samen met de andere demonen net nadat hij heeft voorgesteld hem als de koning te kronen. De groep krijgt echter hulp van Qweffor, Qwans oude leerling die 10.000 jaar geleden samen met Abbot is versmolten. Samen verslaan ze Abbot en keren terug naar hun eigen dimensie. Daar blijkt het echter drie jaar later te zijn dan ze oorspronkelijk waren vertrokken. Artemis heeft nu opeens twee broertjes en er zijn meer dingen veranderd.